# 安倍川橋
安倍川橋（あべかわばし）は、安倍川に架かる静岡県道208号藤枝静岡線の橋。国の登録有形文化財に登録されている。全長490.9 mの鋼製13連桁橋で、ボーストリングトラス形式の橋としては日本最長。

## 歴史
安倍川橋のルーツは、1871年（明治4年）に安倍川の川越人足が廃止になることに伴い、渡し船を配置することになったが、秋冬期（10月〜2月）は川の流量が少なく、この期間に使用するために掛けられた木製の仮橋である。その後地元の実業家である宮崎総五が私財を投じて静岡県内の4大河川（富士川、安倍川、大井川、天竜川）に架かる最初の橋となる本設の木橋が作られ、「安水橋」と命名された。1903年（明治36年）には初代の橋より約40 m上流に、木鉄混合製の二代目の橋を架け替えた。
1923年（大正12年）には、三代目となる鉄橋（トラス橋）に架け替えられ、「安倍川橋」に改名をした。鉄橋の鋼材は、当時の日本は鉄鋼の製造が安定していなかったため、安倍川橋ではイギリス製のものが使用されていて、今でも橋にイギリスの鋼材メーカーの刻印を見ることができる。鋼材接合にはリベット接合が用いられた。橋は、建設当時はほとんど車が通ることはなかったが、将来を見据えて車が通れる橋としてつくられている。
1968年（昭和43年）に自動車交通の急増に伴い自動車と歩行者がそれぞれ安全に通行できるよう、歩道を拡幅する形で新たに設置されたり、1990年（平成2年）には丸子（西岸）側の宅地開発が進んだことにより人口が増え、安倍川橋を使用する自動車による渋滞が頻繁に発生するようになったため、その対策として右岸側の2連のトラスを撤去し、その部分のみ右折車線を含む3車線分の幅を持つアーチ橋に架け替えられるなど時代に合わせて少しずつ形態が変化している。
2005年（平成17年）に土木学会により平成17年度選奨土木遺産に選出され、2023（令和5年）には国の登録有形文化財に登録されている。

### 年表
- 1871年（明治4年）6月 - 安倍川の川越人足が廃止になることに伴い、木製の仮橋を架設。
- 1874年（明治7年）3月24日 -本設の木橋が作られ、「安水橋」と命名される。全長509 m。総工費は当時の金額で7,000円。通行料は1人につき4厘だった。
- 1896年（明治29年）10月 - 県に移管され、通行料が無料となる。
- 1903年（明治36年）4月 - 二代目の橋を架け替え。総工費は当時の金額で14,900円。
- 1923年（大正12年）7月23日
  - 三代目となる鉄橋（トラス橋）に架け替え。総工費は当時の金額で594,000円。
  - 「安倍川橋」に改称。
- 1968年（昭和43年）4月 -歩道を新たに設置。
- 1990年（平成2年）3月 -右岸側の2連のトラスを撤去し、その部分のみ右折車線を含む3車線分の幅を持つアーチ橋に架け替えられる。
- 2005年（平成17年）- 土木学会により平成17年度選奨土木遺産に選出。
- 2023年（令和5年）8月7日 - 国の登録有形文化財に登録される。

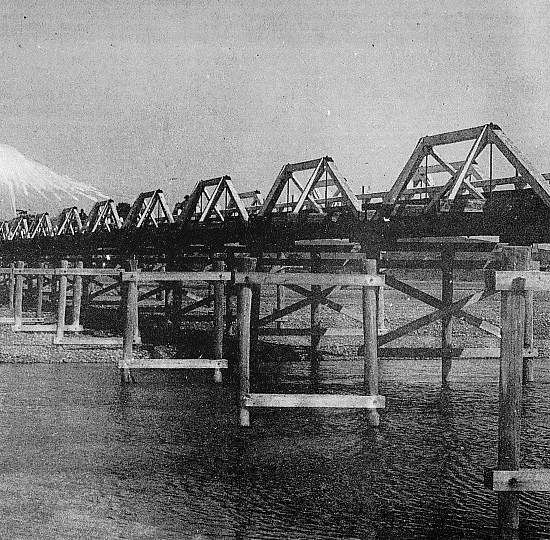
木橋だった頃の安水橋（大正期の安倍川橋）
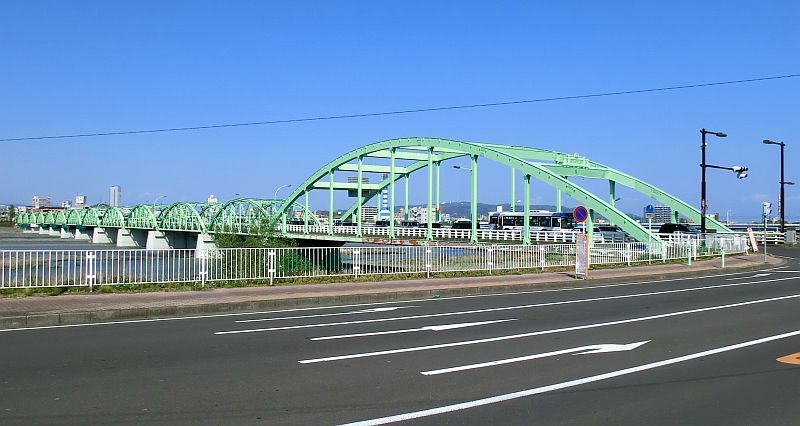
安倍川橋（右岸側、2011年4月撮影）

### 石碑
橋のすぐそばには、宮崎総五の功績を称えるために大正時代に作られたと見られる腰の高さほどの小さな石碑がある。石碑の横に立つ看板には安倍川の歴史の説明が書かれている。
さらに、橋から弥勒交差点の方向に徒歩3分ほどの所にある弥勒緑地には、「安倍川架橋の碑」がある。安倍川架橋の碑は、宮崎総五氏が社会事業のためにと、1874年（明治7年）に多額の私財を投じて建設した安倍川橋の架橋の顛末を、後世の人に伝えるために1913年（大正2年）に建てられたもの。横にある説明看板には、宮崎総五がどんな人物だったかが記されている。

## 位置
- 右岸:静岡県静岡市駿河区手越
- 左岸:静岡県静岡市葵区弥勒二丁目
- 全長490.9 m、幅8.8 m（一部12.3 m）

## アクセス
公共交通機関
- JR東海道線・東海道新幹線静岡駅から
  - しずてつジャストライン丸子線丸子営業所行・中部国道線藤枝駅行きで15分、安倍川橋バス停下車、徒歩すぐ[8]
  - 徒歩約30分[9]

車
- 東名高速道路静岡ICから県道84号・208号・354号経由3 km10分[8]